# 宁罗 (红色高棉)
宁罗（Nhim Ros，？—1977年？），又名罗宁、宁同志、Muol Sambath，柬埔寨政治人物、共产主义者。他是民主柬埔寨及红色高棉领导人之一。
宁罗在早年曾参加过抗法运动。据红色高棉安全部门桑德巴尔的档案记载，他“不喜欢越南人”。
1976年4月11日到13日，在柬埔寨第一次全国人民代表大会上，宁罗当选民主柬埔寨国家主席团第二副主席，兼任西北大区书记。他的儿媳妇是第一副主席索平的女儿。
宁罗大约在1977年的时候被逮捕，随后失踪。一说他被指控的西北大区农业生产未达到水平、且与泰国勾结而被捕，一说被指控是美国中央情报局及越南间谍而被捕。他死亡的具体情形也是有争议的：一说被押往金边的S-21监狱，后遭杀害；一说在西南大区被军队处决。